# Sebastiano Venier
Sebastiano Venier, död 1578, var en venetiansk doge. Han var regerande doge av Venedig 1577–1578.